# Gutte Eriksen
Gutte Eriksen, född 1918, död 2008, var en dansk keramiker.  
Gutte Eriksen var verksam från 1940-talet. Hennes stil kännetecknas av kraftfulla former, ofta dekorerad med tjock glasyr. Hon inspirerades av bland annat klassisk japansk, brittiskt och traditionellt franskt ler- och stengods. Hon var under åren 1968–1978 verksam som lärare vid Det Jyske Kunstakademi.
Hon finns bland annat representerad vid Nationalmuseum i Stockholm.